# Vicko Capogrosso Kavanjin
Vicko Capogrosso Kavanjin (Split, 18. listopada 1769. – Split, 24. travnja 1838.), hrvatski pjesnik, prevoditelj i skupljač usmenog narodnog blaga. Iz splitske je plemićke obitelji Capogrosso, odnosno njenog ogranka Capogrosso Kavanjin. Praunuk je Jerolima Kavanjina (1641. – 1714.).
Opus njegovih sačuvanih pjesama i prijevoda odnosno onih za koje se zna malen je. Naprotiv tome, zbirka narodnih poslovica i mudrih izreka kojih je sakupio velika je i sadrži preko 400 stranica.

## Vanjske poveznice
- Vicko Capogrosso Kavanjin - Hrvatski biografski leksikon